# 여성 랍비 및 토라 학자
여성 랍비(Women rabbis)는 유대 율법을 공부하고 랍비 안수를 받은 유대인 여성을 말한다. 여성 랍비는 진보적 유대교 교단에서 흔히 볼 수 있지만, 정통 유대교에서 여성 랍비의 존재는 좀 더 복잡하다. 일부 정통파 여성은 랍비 안수를 받았지만, 많은 주요 정통파 유대인 공동체와 기관은 이러한 변화를 받아들이지 않는다. 대안으로 다른 정통파 유대인 기관에서는 다양한 유대인 종교 지도자 역할을 위해 토라 학자로서의 여성을 훈련시킨다. 이 여성들은 일반적으로 유대 율법에 대한 교육을 받지만 "랍비"대신 다른 직함을 사용한다. 그럼에도 불구하고이 여성들은 종종 안수받은 랍비와 어느 정도 동등한 것으로 인식된다.

## 역사

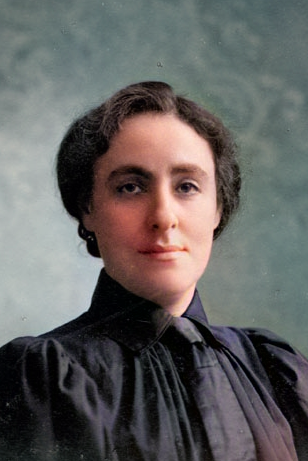
레이 프랭크

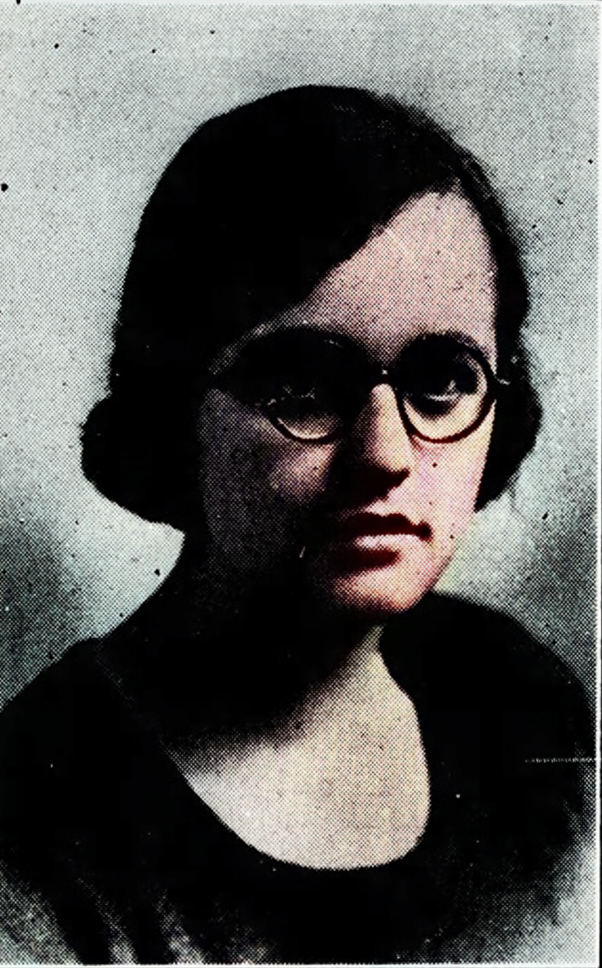
마사 노이마크

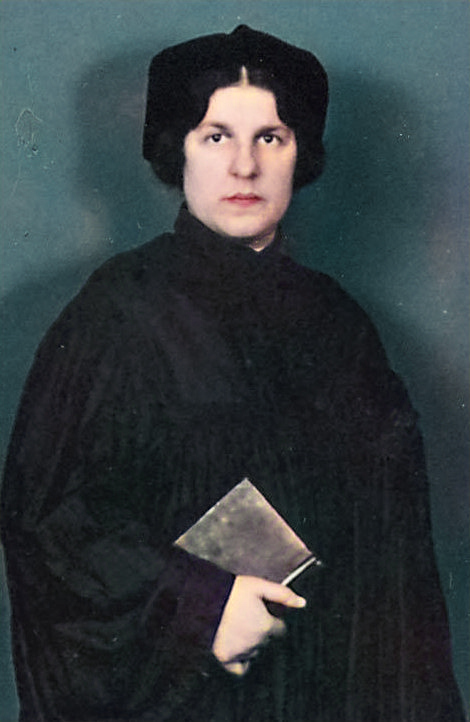
레지나 조나스

### 1800s
여성 랍비의 현대 역사는 1800 년대 초 미국 유대인들이 이러한 가능성을 표명하고 일부 여성들이 설교자로 봉사하면서 시작된다. 수산나 루빈스타인에 대한 초기 보고서는 여성 랍비의 가능성을 나타내는 그녀의 장학금을 지적했다. 히브리 유니온 칼리지의 첫 수업을 설명하는 1875 년 기사는이 과정에 입학 한 14 번째 학생이 대학 최초의 여학생 인 줄리아 에틀링거 (1863-1890) 양이라는 점을 강조했다. 이 보고서는 에틀링거가 졸업 후 랍비로 봉사할 수 있을 것으로 추측했다. 여성이 랍비 교육을 받아야 한다는 초기 지지자 중 한 명은 언론인 메리 코헨이었다. 마찬가지로 1893년 유대인 여성 대회에서도 여성도 랍비 안수를 받아야 한다는 주장이 일부 연사들에 의해 제기되었다. 이 무렵 회당에서 설교를 시작한 일부 유대인 여성들은 언론에서 '여성 랍비'로 불리기 시작했다. 가장 주목할만한 사례는 미국 서부에 살면서 1893 년에서 1899 년 사이에 사이먼 리트만과 결혼 한 후 중단 한 레이 프랭크였다. 1892 년과 1893 년에 아칸소의 레나 아론 손이라는 유대인 여성은 랍비 학교에 등록 할 충분한 자금을 모으기 위해 루이지애나 슈리브 포트에서 공개 강연을 시작했다. 1897년 시카고의 한나 솔로몬은 랍비 에밀 허쉬의 초청을 받아 시카고 개혁 회당에서 설교를 했고, 이를 계기로 다른 여성들도 다른 지역의 강단에서 설교를 하게 되었다.

### 1900s
1900년대 초, 많은 유대인 젊은 여성들이 랍비 학교에 입학할 수 있었지만 대부분은 안수를 받을 수 없었다. 어떤 경우에는 여성들이 비공식적인 자격으로 랍비로 봉사하기도 했다. 1904 년 뉴욕의 전국 유대인 여성 협의회는 헨리에타 졸드가 랍비가되기 위해 공부할 것이라고 발표했지만 졸업장은받지 못했다. 1908 년 오하이오의 애나 아벨슨은 남편의 부재시 랍비 역할을 맡았다 고한다. 그녀의 공연은 유대인 언론과 주류 언론 모두에서 보도되었다. 1920 년에는 "최초의"미국 유대인 여성이 랍비 학교에 입학했다는 소식이 널리 보도되었다. 1904년 베를린에서 태어나 1907년 미국으로 이민 온 마사 노이마크는 유대인 개혁 유대교 연합(HUC)의 대학에 입학했다. 노이마크는 미시간 주 프랭크포트에서 지역 사회 봉사 활동도 주도한 것으로 알려졌다. 그녀가 HUC 랍비 프로그램에 입학한 후 1922년 미국 랍비 중앙회의(CCAR)는 여성 안수를 허용하는 결의안을 통과시켰다. 그러나 1923년 HUC 이사회는 여성 안수를 금지하기로 의결했다. 노이마크는 랍비 과정을 이수하는 데 필요한 9년 중 7년을 마친 후 랍비 과정을 그만두었다. 이 무렵 다른 미국 유대인 여성들도 랍비 안수를 위한 훈련을 시작했지만 이후 정식 안수를 거부당하거나 프로그램을 그만두었다. 헬렌 레빈탈, 아비스 클라미츠, 도라 아스코위드, 어마 린드하임 등이 그들이다. 헬렌 레빈탈의 경우 1935년 학업을 마친 후에도 교육기관으로부터 수료증을 받았지만 공식 안수를 거부당했다. 아비스 클라미츠의 경우 랍비 프로그램에 입학했을 뿐 아니라 버지니아의 작은 교회에서 비공식적으로 랍비로 봉사하기도 했다.
마침내 1935년, 베를린의 레지나 요나스가 현대에 처음으로 정식으로 안수를 받은 여성 랍비가 되었다. 그러나 요나스는 나중에 홀로코스트 기간 동안 나치에 의해 살해되었고, 이후 수십 년 동안 거의 알려지지 않았다.
1960년대에도 유대인 여성들은 랍비가 되기 위한 캠페인을 계속했다. 제인 에반스가 이끄는 전국 성전 자매회 연맹 (미국)은 공개적으로 노력을 주도했다. 이 무렵 영국의 레오 백 대학은 랍비 프로그램에 여성을 입학시키기 시작했다. 곧 랍비 학교에 등록한 여성은 여러 유대교 교단에서 랍비 안수를 승인 받았다. 1972년 샐리 프리샌드가 개혁 유대교 최초의 여성 랍비가 된 것이 첫 번째 안수였다. 이후 개혁 유대교의 히브리 연합 대학(HUC)은 수백 명의 여성 랍비를 안수했다. 여성 랍비를 안수한 두 번째 교단은 1974년 샌디 아이젠버그 사소가 안수받은 재건주의 유대교였다. 이후 100여 명의 여성 재건주의 랍비가 안수받았다. 이러한 추세는 1981년 린 고틀리브가 유대교 갱신파의 첫 여성 랍비가 되면서 계속되었다. 1985년 에이미 에일버그가 보수주의 유대교의 첫 여성 랍비가 되었다. 1999년 타마라 콜튼이 인본주의 유대교의 첫 여성 랍비가 되었다. 2009년 사라 허비츠가 공개적으로 안수받은 최초의 정통파 여성 랍비가 되었지만 정통 유대교의 상황은 여전히 논쟁과 논쟁의 여지가 있다.

## 참조
1. ↑  "Class of 2015." Yeshivat Maharat. 보관됨 05-12-2015.
2. ↑  Kagedan, L. (2015). "Why Orthodox Judaism needs female rabbis." The Canadian Jewish News. 25-11-2015.
3. ↑  "Orthodox Union bars women from serving as clergy in its synagogues" Jweekly.com. 03-02-2017.
4. ↑  "Breach in US Orthodox Judaism grows as haredi body rejects 'Open Orthodoxy' institutions." The Jerusalem Post. 07-11-2015.
5. ↑  Nathan-Kazis, J. (2015). "Avi Weiss Defends 'Open Orthodoxy' as Agudah Rabbis Declare War." The Forward. 03-11-2015.
6. ↑  Raucher, M. (2021). "Orthodox Jewish women's leadership is growing – and it's not all about rabbis." The Conversation. 15-12-2021.
7. ↑  Dysch, M. (2012). "Synagogue appoints first female halachic adviser." The Jewish Chronicle. 20-12-2012..
8. ↑  Auman, K. (2016). Feminism, Egalitarianism, Judaism: Where Are We Headed?. Tradition: A Journal of Orthodox Jewish Thought, 49(1), 43-48.
9. ↑  Fishman, S. B. (2023). Women’s Active Partnership in Revitalizing American Judaism. In The Future of Judaism in America (pp. 109-130). Cham: Springer International Publishing.
10. ↑  Rashkow, I. (2016). Judaism and Feminism. Feminism and Religion: How Faiths View Women and Their Rights: How Faiths View Women and Their Rights, 205.
11. 1 2  Nadell, Pamela (2005). “"Opening the Blue of Heaven to Us": Reading Anew the Pioneers of Women's Ordination”. 《Nashim: A Journal of Jewish Women's Studies & Gender Issues》 9 (9): 88–100. JSTOR 40326619.
12. ↑  The American Israelite, 19 May 1871. Page 9.
13. ↑  The American Israelite, 29 October 1875. Page 6.
14. ↑  Green, D. B. (2013). This Day in History - 1975: Reform Rabbinical School Is in Session Haaretz. 4 October 2013.
15. ↑  Pinnolis, J. S. (2010). ‘Cantor Soprano’Julie Rosewald: The Musical Career of a Jewish American ‘New Woman,’. American Jewish Archives Journal, 62(2), 1.
16. ↑  Maher, M. (2007). A Break with Tradition: Ordaining Women Rabbis. Irish Theological Quarterly, 72(1), 32-60.
17. ↑  Rosenbaum, Fred, "San Francisco-Oakland: The Native Son", in Brinner, William M. & Rischin, Moses. Like All the Nations?: The Life and Legacy of Judah L. Magnes, State University of New York Press, 1987. ISBN 0-585-09051-3
18. ↑  The Times (Shreveport, Louisiana), 22 Dec 1892, Thursday. Page 4.
19. ↑  Weekly Town Talk (Alexandria, Louisiana), 1 Jul 1893, Sat. Page 2.
20. ↑  The Galveston Daily News (Galveston, Texas), 11 May 1893, Thursday. Page 6.
21. ↑  “A lady rabbi”. 《The Shreveport Times》 (Shreveport, Louisiana). 1893년 7월 7일.
22. ↑  “The First Woman Rabbi”. 《The Burlington Free Press》 (Burlington, VT). 1897년 3월 16일.
23. ↑  “The First Woman Rabbi”. 《Brandon Mail》 (Manitoba, Canada). 1897년 3월 18일.
24. ↑  Solomon, H. G. (1946). Fabric of My Life: The Autobiography of Hannah G. Solomon. New York: Bloch Publishing Company, pp. 111-112.
25. ↑  “Woman to become rabbi”. 《The Indianapolis News》 (Indianapolis, Indiana). 1904년 12월 1일.
26. ↑  “To be a woman rabbi”. 《The Emporia Gazette》 (Emporia, Kansas). 1904년 12월 7일.
27. ↑  "Jewish Woman Preacher", Trenton Evening Times, 1 Aug 1908. p10.
28. ↑  "A Woman Preacher: Rabbi's Wife Substitutes Her Husband". The American Israelite. 28 May 1908. Page P4.
29. ↑  "Jewish Pulpit Occupied by a Woman". Des Moines Tribune. 27 Jul 1908. Page 7.
30. ↑  "Women in the Churches". The Woman's Journal. Boston. 18 July 1908. Vol. 39. No. 29. Page 1.
31. ↑  “First Jewish girl to study for rabbinate”. 《Buffalo Jewish Review》 (Buffalo, NY). 1920년 9월 10일.
32. ↑  Millstein, Z. (2023). Redefining the Rabbinate: Women Rabbis in Israel and the United States. Journal of Theta Alpha Kappa, 47(1), 35-46.
33. ↑  “This Week in History - Reform rabbis debate women's ordination | Jewish Women's Archive”. Jwa.org. 1922년 6월 30일. 2012년 4월 14일에 확인함.
34. 1 2  Shevitz, Amy Hill. (2007). Jewish Communities on the Ohio River: A History. University Press of Kentucky, page 157.
35. ↑  “Dora Askowith”. 《jwa.org》. Jewish Women's Archive. 2020년 4월 28일에 확인함.
36. ↑  Nadell, P. S. (2003). American Jewish Women's History: A Reader. pp. 177-181.
37. ↑  Weiss, Andrea (March 2022). “The Would-Be Rabbis”. 《Hadassah Magazine》.
38. ↑  “National President of Hadassah to visit St Louis”. 《The Modern View》 (St Louis, Missouri). 1926년 4월 1일.
39. ↑  “Mrs. Lindheim, new Hadassah leader, thrills big crowd”. 《The Wisconsin Jewish Journal》 (Milwaukee, Wisconsin). 1927년 3월 4일.
40. ↑  Caplan, K. (1999). The Life and Sermons of Rabbi Israel Herbert Levinthal (1888-1982). American Jewish History, 87(1), 1–27.
41. ↑  Sinclair, S. (2013). Regina Jonas: forgetting and remembering the first female rabbi. Religion, 43(4), 541-563.
42. ↑  Sarah, E. (1995). The Discovery of Fräulein Rabbiner Regina Jonas: Making Sense of Our Inheritance. European Judaism: A Journal for the New Europe, 28(2), 91-98.
43. ↑  “Reform Judaism leader Jane Evans argues for ordination of women rabbis”. 《Jewish Women's Archive》. 2022년 6월 3일에 확인함.
44. ↑  “Open Rabbis' Posts to Able Women Asks Temple Sisterhoods Director”. 《The Courier Journal》. 1958년 11월 25일.
45. ↑  “Enter one lady rabbi”. 《The Guardian》 (Manchester, UK). 1966년 12월 31일.
46. ↑  “Lady Rabbis?”. Dayton Daily News. 1968년 1월 27일.
47. ↑  “Sally Jane Priesand | Jewish Women's Archive”. Jwa.org. September 10, 2012에 원본 문서에서 보존된 문서. May  3, 2012에 확인함.
48. ↑  “Statistics”. 《Hebrew Union College》. February  5, 2007에 원본 문서에서 보존된 문서. January 24, 2007에 확인함.
49. ↑  “This Week in History – Sandy Sasso ordained as first female Reconstructionist rabbi | Jewish Women's Archive”. Jwa.org. May 19, 1974. May 16, 2012에 원본 문서에서 보존된 문서. May  3, 2012에 확인함.
50. ↑  “Jewish Women and the Feminist Revolution (Jewish Women's Archive)”. Jwa.org. September 11, 2003. April 26, 2012에 원본 문서에서 보존된 문서. May  3, 2012에 확인함.
51. ↑  “Amy Eilberg | Jewish Women's Archive”. Jwa.org. November 25, 2010에 원본 문서에서 보존된 문서. May  3, 2012에 확인함.
52. ↑  “Society for Humanistic Judaism – Rabbis and Leadership”. Shj.org. September 28, 2013에 원본 문서에서 보존된 문서. May  3, 2012에 확인함.
53. ↑  “"Rabba" Sara Hurwitz Rocks the Orthodox”. 《Heeb Magazine》. March 10, 2010. May 20, 2010에 원본 문서에서 보존된 문서. March 13, 2010에 확인함.
54. ↑  Kleinberg, D. (2012). Orthodox Women (Non-) Rabbis. CCAR Journal: The Reform Jewish Quarterly, 59(2), 80-99.
55. ↑  Ferziger, A. S. (2015). Beyond Bais Ya'akov: Orthodox outreach and the emergence of Haredi women as religious leaders. Journal of Modern Jewish Studies, 14(1), 140-159.